# Hrabovčík
Hrabovčík est un village de Slovaquie situé dans la région de Prešov.

## Histoire
Première mention écrite du village en 1548.

## Démographie

### Évolution de la population
| Année:               | 1994. | 2004.    | 2014.   | 2024.   |
| -------------------- | ----- | -------- | ------- | ------- |
| Nombre de personnes: | 289   | 328      | 339     | 322     |
| Différence:          |       | +13,49 % | +3,35 % | -5,01 % |

| Année:               | 2023. | 2024.   |
| -------------------- | ----- | ------- |
| Nombre de personnes: | 327   | 322     |
| Différence:          |       | -1,52 % |